# Brynjar Björnsson
Pour les articles homonymes, voir Björnsson.
Brynjar Björnsson, né le 11 juillet 1988, à Reykjavik, en Islande, est un joueur islandais de basket-ball. Il évolue au poste de meneur.